# Librazhd
Librazhd er en by i det centrale Albanien,  i præfekturet Elbasan. Byen har omkring 6.937(2011) indbyggere. Byen var tidligere  hovedstad i et distrikt af samme navn.